# Tecnologia aplicada a les malalties oculars
Com a prevenció de la pèrdua i deteriorament de la visió ocular, els investigadors han descobert alguns mecanismes relacionats amb el progrés tecnològic.
Algunes d'aquestes tècniques s'apliquen directament a l'ull danyat; altres, en canvi, s'utilitzen de forma externa. Les dues repercuteixen en la millora dels problemes relacionats amb la vista.

## Procediments interns

### Impressions 3D de pròtesis oculars
Les pròtesis en 3D, que substitueixen materials com el vidre o l'acrílic, suposen un avanç en diversos aspectes: l'econòmic, ja que les impressions 3D abarateixen el preu d'aquests productes; la precisió amb què resolen el problema ocular; i la millora de l'aparença estètica resultant després de la implantació.

### Glaucoma tractat amb diamants
El procediment consisteix a utilitzar a manera de lent de contacte diamants diminuts com a dosificadors programats per a alliberar la medicació adequada per a cada pacient amb problemes de glaucoma.

### Implant de córnea
El procediment consisteix a implantar anells corneals en la part externa de l'ull, de manera que equivalen a les ulleres de prop i lluny.

### Implant per detectar la pressió del glaucoma
S'està estudiant a la Universitat de Washington l'ús de sensors electrònics instal·lats en els ulls per a mesurar la seva pressió, equivalents a les revisions oftalmològiques. La informació s'enviaria al centre mèdic a través del mòbil.

### Injeccions amb gotes oculars
S'està estudiant a la Universitat Geòrgia Tech l'ús de xeringues acabades en minúscules agulles per a dispensar medicació en els punts de l'ull que presentin dificultats de visió. Podrien utilitzar-se en problemes relacionats amb el glaucoma o la còrnia.

## Procediments externs
La tecnologia també ha dissenyat productes que s'apliquen a diferents dispositius i no als ulls.

### Mecanismes adosats a les ulleres
Són dispositius que es col·loquen en la vareta de les ulleres i transmeten informació auditiva en temps real a les persones amb deficiències oculars. Aquests artefactes poden llegir textos o reconèixer cares i productes. Funcionen de manera autònoma, sense connexió a internet i s'activen a través d'un gest manual. És el cas d'OrCam MyEye.

### Apps instal·lades en els mòbils i ordinadors
Aquestes aplicacions tenen com a missió disminuir la fatiga dels músculs oculars i eliminar l'excés de llum blava, tots dos factors són elements provocats per l'abús d'exposició de l'ull a les pantalles dels ordinadors. Algunes d'aquestes Apps són Twilight, Filtre Llum Blava, EasyEyes, Velis Acte Brightness i Lux Lite. Un ús similar tindria el programa F.lux per a Windows, Mac i Linux.
Hi ha altres aplicacions amb les quals l'usuari es realitza un examen de l'ull, amb ajuda d'una petita lent accessòria, i que són equivalents a una visita oftalmològica. Es tracta de Peek o D-eye. També es troben ja en el mercat Apps que fotografien l'objecte i l'usuari rep la informació de forma auditiva, com TapTapSee o VizWiz.

### Lents de contacte dissenyades per atenuar la fatiga de l'ull
El seu disseny corbat permet disminuir l'esforç que ha de realitzar l'usuari per a enfocar la pantalla de l'ordinador. A més aquestes lents mantenen la humitat ocular, la qual cosa evita la sequedat de l'ull. Un exemple el trobem en les Biofinity Energys.

### Ulleres per relaxar els ulls
Existeixen ja algunes lents dissenyades per a relaxar i refrescar els ulls després d'haver utilitzat lents de contacte durant el dia. L'ús d'aquestes ulleres permet continuar exposant la vista a les pantalles d'ordinadors i mòbils una vegada s'extreuen les lents de contacte. Un exemple el tenim en Zeiss EnergizeMe.

### Inteligencia artificial
La màquina és capaç de diagnosticar, amb major precisió que un especialista en oftalmologia, malalties relacionades amb el glaucoma, retinopatia diabètica i degeneració macular, gràcies als escàners i a un conjunt d'algorismes. Aquests estudis estan sent realitzats per DeepMind (Google).